# Kim Min-ho
Kim Min-ho (kor. 김민호; * 25. Januar oder 26. Januar 2000) ist ein südkoreanischer Fußballspieler.

## Karriere
Kim Min-ho erlernte das Fußballspielen in der Boin High School in Südkorea. Seinen ersten Vertrag unterschrieb er am 1. Februar 2019 in Japan bei Sagan Tosu. Der Verein aus Tosu, einer Stadt in der Präfektur Saga, spielte in der ersten japanischen Liga. Die Saison 2021 wurde er an den Drittligisten AC Nagano Parceiro ausgeliehen. Sein Profidebüt für den Verein aus Nagano gab Kim Min-ho am 20. Oktober 2021 (20. Spieltag) im Auswärtsspiel gegen Vanraure Hachinohe. Hier stand er in der Startelf und stand die kompletten 90 Minuten zwischen den Pfosten. Das Spiel endete 0:0. Nach der Ausleihe wurde er am 1. Februar 2022 fest von Nagano unter Vertrag genommen.